# Décès en août 2004
Décès
- 2000
- 2001
- 2002
- 2003
- 2004
- 2005
- 2006
- 2007
- 2008

Pour une information complémentaire, voir la page d'aide.

| Date     | Nom                     | Activités                                                | Âge | Source |
| -------- | ----------------------- | -------------------------------------------------------- | --- | ------ |
| 1er août | Philip Abelson          | Physicien américain                                      | 91  |        |
| 1er août | Madeleine Robinson      | Actrice française                                        | 86  |        |
| 2 août   | José Pastoriza          | Footballeur et entraineur argentin.                      | 62  | (es)   |
| 3 août   | Henri Cartier-Bresson   | Photographe français                                     | 95  |        |
| 6 août   | Rick James              | Chanteur et musicien américain                           | 56  |        |
| 7 août   | Red Adair               | Pompier américain                                        | 89  |        |
| 7 août   | Didier Bienaimé         | Acteur français                                          | 43  |        |
| 7 août   | Jacques Douai           | Chanteur français                                        | 83  |        |
| 8 août   | Farida Diouri           | Écrivain marocaine                                       | 51  |        |
| 8 août   | Dimitris Papamichail    | Acteur grec                                              | 71  |        |
| 8 août   | Fay Wray                | Actrice américaine d'origine canadienne                  | 96  |        |
| 9 août   | David Raksin            | Compositeur de musique de films américain                | 92  |        |
| 9 août   | Frédéric Vidalens       | Peintre et graveur français                              | 79  |        |
| 11 août  | Bjarne Andersson        | Fondeur suédois                                          | 64  |        |
| 11 août  | Eluf Dalgaard           | Coureur cycliste danois                                  | 74  |        |
| 12 août  | Sebastián Ontoria       | Footballeur international espagnol                       | 84  |        |
| 12 août  | Peter Woodthorpe        | Acteur anglais                                           | 72  |        |
| 13 août  | Bent Krog               | Footballeur international danois                         | 69  |        |
| 14 août  | Neal Fredericks         | Directeur de la photographie pour le cinéma américain    | 35  |        |
| 14 août  | Czeslaw Milosz          | Poète et romancier polonais                              | 93  |        |
| 17 août  | Thea Astley             | Romancière australienne                                  | 78  |        |
| 17 août  | Frank Cotroni           | Chef de la mafia montréalaise                            | 72  |        |
| 18 août  | Elmer Bernstein         | Compositeur américain                                    | 82  |        |
| 18 août  | Hugh Manning            | Acteur anglais                                           | 83  | (en)   |
| 19 août  | Pascal Arrighi          | Résistant et homme politique français                    | 83  |        |
| 19 août  | Joséphine Troller       | Peintre suisse                                           | 96  |        |
| 20 août  | Lin Yushan              | Peintre aquarelliste taïwanais                           | 97  | (en)   |
| 20 août  | Maria Antonieta Pons    | Actrice et danseuse mexicaine                            | 82  |        |
| 22 août  | Jacques Busse           | Peintre français                                         | 81  |        |
| 22 août  | Daniel Petrie           | Cinéaste canadien                                        | 83  |        |
| 22 août  | Ota Šik                 | Homme politique tchèque qui a pris la nationalité suisse | 84  |        |
| 25 août  | Ripsimé Djanpoladian    | Archéologue et épigraphiste arménienne                   | 76  |        |
| 25 août  | Marcelo Gonzalez Martin | Cardinal espagnol                                        | 86  |        |
| 26 août  | Enzo Baldoni            | Journaliste italien                                      | 56  |        |
| 26 août  | Laura Branigan          | Chanteuse et actrice américaine                          | 52  |        |
| 27 août  | Gottlieb Göller         | Footballeur et entraineur allemand.                      | 69  |        |
| 28 août  | Fernand Auberjonois     | Grand reporter américain d'origine suisse                | 93  |        |
| 29 août  | Nikolai Getman          | Peintre soviétique puis russe                            | 86  | (en)   |